# Victor Bonato
Victor Bonato, früher auch Vittorio Bonato (* 14. Mai 1934 in Köln; † 22. Mai 2019), war ein deutscher Künstler.

## Leben

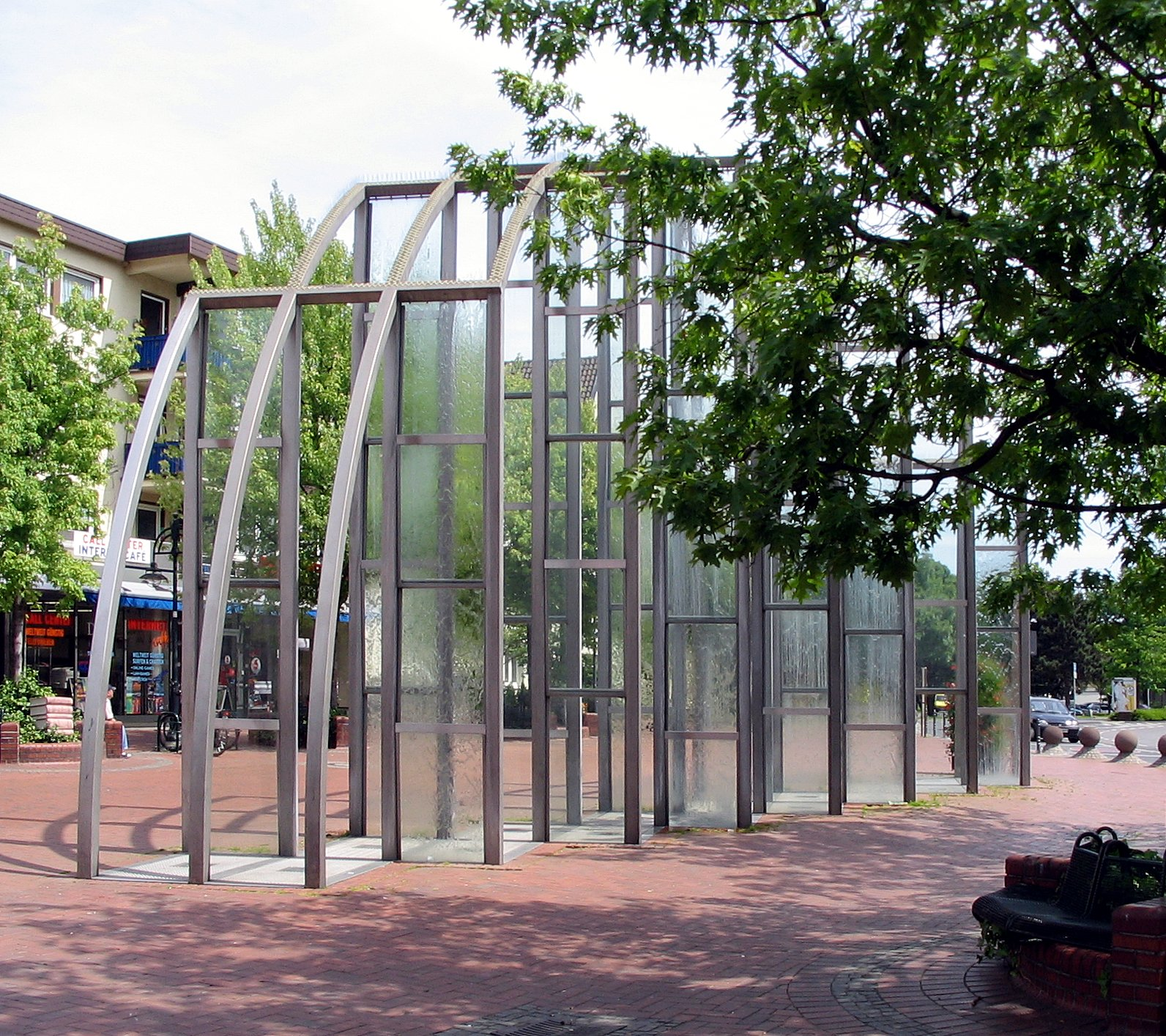
Troisdorfer Stadttor (Foto: 2005)

Victor Bonato absolvierte 1948 eine Berufsausbildung als Glasmaler.  Von 1956 bis 1961 studierte er Wandmalerei an den Kölner Werkschulen. Er hielt sich mehrere Jahre zu Studienzwecken in den USA auf. Er war u. a. zusammen mit Joachim Bandau Mitbegründer der Kölner Künstlergruppe K-66. 1966 begann er seine freiberufliche Tätigkeit als Künstler, vor allem mit gesellschaftskritischen bildnerischen Arbeiten. 1969 arbeitete er an Glasspiegelverformungen unter dem Aspekt der Irritation von Seh- und Verhaltensgewohnheiten. Seit dem Jahr 1974 führte er Lehrtätigkeiten in der Erwachsenenbildung aus. In der Justizvollzugsanstalt Siegburg bot er 1975 kreatives Arbeiten für jugendliche Straftäter an. 1979 entstanden dreidimensionale Spiegelobjekte und Glasspiegel-Torsionen. 1982 beschäftigte er sich mit dem Urphänomen der Polarität. Zwei Jahre später erhielt er den 1. Preis beim Fahnenfestival anlässlich der ersten Bonner Kunstwoche. 1984 schuf er zusammen mit Joachim Bandau die Troisdorfer Stadttore, die jeweils am Ende der Fußgängerzone in Alt-Troisdorf aufgestellt wurden.
1987 erhielt er einen Lehrauftrag im Fachbereich Kunst und Design an der Bergischen Universität-Gesamthochschule Wuppertal. Ab 1991 beschäftigte er sich mit Paraffin- und Wachsarbeiten. 1993 wurde ihm die August-Macke-Medaille (Bonn) verliehen, zwei Jahre später der Ida Gerhardi Förderpreis (Lüdenscheidt). Ab 1994 entstanden unter den Titeln „Wertewandel“ und „Lohn der Arbeit“ Werke mit geschredderten DM-Geldscheinen. Bonato war Mitglied des Westdeutschen und des Deutschen Künstlerbundes. Er lebte und arbeitete in Niederkassel. Im Mai 2019 starb er, wenige Tage nach seinem 85. Geburtstag, nach langer Krankheit.

## Ausstellungen (Auswahl)
- 1970: „Prisma '70“, 18. Ausstellung des Deutschen Künstlerbundes, Rheinisches Landesmuseum Bonn[2]
- 1987: Kulturgeschichtliches Museum, Osnabrück
- 1990: Skulpturen und Objekte, Galerie Franz Swetec, Düsseldorf
- 1994: Galerie Voss, Dortmund
- 1994: „fragil - stabil“, Kunstverein Siegburg
- 1995: „Wertewandel“, Mönchehausmuseum Goslar (Ausstellung mit geschreddertem Geld)
- 1995: Galerie Weinelt, Hof Stadt
- 1999: Weiße Galerie, Köln
- 1999: Große Kunstausstellung NRW Düsseldorf
- 2000: Redaktion Kölner Stadtanzeiger, Rhein-Sieg
- 2001: Kreissparkasse Marl
- 2001: „Kleingeld“, Kreissparkasse Recklinghausen
- 2001: Finanzkaufhaus-Sparkasse, Kö-Galerie Düsseldorf
- 2001/2002: Kreissparkasse Siegburg
- 2004: "70 ist nur eine Zahl!" Ausstellung anläßlich von Bonatos 70. Geburtstag, Galerie Franz Swetec, Düsseldorf
- 2005: „Sculpture & Object“, Conny Dietzschold Gallery, Sydney / Australien
- 2009: „Hülle und Kern / Wertewandel / Patchwork“, LVR – Rheinisches LandesMuseum, Bonn / Pumpwerk, Siegburg (Hommage zum 75. Geburtstag)
- 2015: „Landna(h)me“, Städtische Galerie Lüdenscheid[3]
- 2016: „Spieglein, Spieglein an der Wand“, Sebastian Fath Contemporary, Mannheim
- 2016:  Victor Bonato – Galerie Franz Swetec, Düsseldorf
- 2018: „Victor Bonato – sieh mich an!“, Sebastian Fath Contemporary, Mannheim

## Preise
- 1983: Erster Preis Fahnenfestival zur 1. Bonner Kunstwoche
- 1993: August-Macke-Medaille, Bonn
- 1995: Ida-Gerhardi-Förderpreis, Lüdenscheid
- 2003: Kunstpreis der Künstler, Große Kunstausstellung NRW Düsseldorf

## Werke im öffentlichen Raum (Auswahl)
- 1966: Hauptschule Niederkassel-Rheidt
- 1971: Neues Theater Münster; Sozialpädagogisches Zentrum Köln
- 1972: Westdeutsche Landesbank Münster
- 1973: Köln-Kolleg, Köln-Deutz
- 1978: Bundesministerium für Bildung und Wissenschaft, Bonn
- 1979: Landesversicherungsanstalt Rheinprovinz, Düsseldorf
- 1980: Gesundheitsamt Bonn
- 1981: Bundesministerium für Forschung und Technologie, Bonn
- 1983: „Platonischer Garten“, QUA-LiS-NRW, vormals Landesinstitut für Schule und Weiterbildung, Soest
- 1984: „Welle“, Brunnen Ortszentrum, Bonn-Dottendorf
- 1984: „Troisdorfer Stadttor“, Fußgängerzone Troisdorf (mit Joachim Bandau)
- 1985: Bundesministerium des Innern, Bonn
- 1986: „Ein Fall von Gesetzmäßigkeit“, Gerichtszentrum, Minden
- 1986: Staatsanwaltschaft Bielefeld
- 1987: Polizeidienstgebäude Goslar
- 1988: Bundesautobahnraststätte Göttingen-West
- 1989: „Schwingung und Welle“, Mittellandkanal-Überführung, Minden
- 1989: „Konfidenz“, Mondorfer Hafen, Niederkassel
- 1991: Bundesgesundheitsamt, Veterinärmedizinisches Institut, Berlin-Marienfelde
- 1992: Flughafenverwaltung Köln-Porz
- 1993: Berufsgenossenschaft Glas-Keramik, Würzburg
- 1994: Rathausvorplatz Stade
- 1995: „Wechselspannung“, Frankenplatz, Eschweiler-Weisweiler
- 1996: „Darunter und Darüber“, Wasser- und Schifffahrtsamt Minden
- 1997: „Ponte Rialto“, Troisdorf
- 1998: Landesbank Schleswig-Holstein, Kiel
- 1998: „Acht Säulen des Geldes“, Stadtsparkasse Dortmund
- 1999: „Das Wort“, Stadtpark, Troisdorf
- 2001: „Frozen Wave“, Limassol, Zypern
- 2002: Skulpturenmuseum Glaskasten, Marl
- 2003: „Ort der Erinnerung“, Troisdorf

## Publikationen
- „Sichtblenden“, Katalog Stadtmuseum Goslar 1991
- „Zeitzeuge“, Katalog Museum Goslar 1992
- „Disturbed Memories“, Gisela Burkamp, Katalog Kunstverein Oerlinghausen 1994
- „Kunst und Bau“ Katalog Ministerium für Bauen und Wohnen, NRW
- „Lohn der Arbeit“, 2002 (zusammen mit Uwe Rüth)